# Abusivismo edilizio
L'abusivismo edilizio è un fenomeno di diffusa perpetrazione del reato di abuso edilizio tale da assumere una particolare e incisiva rilevanza sociale e politica.

## Storia

### L'abusivismo in Italia
Se nella prima metà del Novecento si portarono a compimento diverse importanti trasformazioni nella previsione legale delle materie riferite agli immobili e nella gestione del territorio, dopo la seconda guerra mondiale si ebbero le prime ondate di diffusa edificazione in spregio delle normative urbanistiche ed edili.

### Il secondo dopoguerra
La devastazione lasciata dalla seconda guerra mondiale, nonché l'impoverimento del paese sconfitto, ponevano fra le impellenze il lavoro, in termini di grave urgenza, costringendo le classi deboli a spostarsi per trovarne, spesso senza poter contare su riferimenti abitativi di qualche stabilità.
Negli anni cinquanta, perciò, parallelamente al fenomeno dell'urbanizzazione, che convogliava masse operaie sulle metropoli, le zone periferiche di queste ultime furono attinte da numerosissime rapide azioni di costruzione. Quasi leggendariamente (e come correttamente descritto in alcune opere cinematografiche del neorealismo) gli immigrati usavano associarsi per costruire a turno le abitazioni di ciascuna famiglia. L'esecuzione avveniva nottetempo e una notte risultava sufficiente per poter realizzare abitazioni di uno o due vani, ma soprattutto poterne completare il tetto: la finitura della copertura, infatti, consentiva di poter cavillare sulla potenziale demolizione, che veniva così evitata.
Interi quartieri odierni nacquero durante l'epoca del boom edilizio e si svilupparono dunque al di sopra e intorno alle costruzioni abusive di quel periodo, originariamente spesso misere baracche a un livello, di sommaria fattura e precaria prospettiva statica.
In questa fase l'edificazione diretta (la cosiddetta "costruzione in economia", locuzione gergale della cantieristica poi recepita nel gergo amministrativo) costituiva ancora una delle fonti primarie di soddisfazione dell'esigenza abitativa, specialmente per i ceti meno elevati. Per queste fasce faticosamente partecipavano alla costruzione (che poteva anche durare anni se prevedeva numerosi vani o se questi li si aggiungeva anno dopo anno) familiari, parenti e amici, provenienti o meno dalle diverse Arti dell'edilizia, e spesso alla conclusione della struttura non seguivano opere di finitura, specialmente quelle esterne, se non molto tempo dopo. L'obiettivo era in genere poter disporre di un'abitazione fungibile, di un punto di appoggio, di uno strumento di parificazione o di elevazione sociale, a seconda degli ambiti di riferimento. Una volta raggiunto il tetto, che per la perpetuazione di antichi diritti dell'uso sanciva l'indistruttibilità del fabbricato anche da parte delle pubbliche amministrazioni, il più era fatto.
Buona parte delle costruzioni di questo genere, in effetti, nascevano irregolari per la generale ignoranza delle regolamentazioni urbanistiche, mentre il laissez-faire sollevava anche gli amministratori locali e i soggetti incaricati della vigilanza da complicazioni. Certamente, la non lieve tassazione sull'edificazione giocò un suo ruolo nel favorire la scelta "economicamente obbligata" di molti abusivi.

## Descrizione

### L'abusivismo e la seconda casa
Un importante aspetto dell'abusivismo si riferisce all'edificazione di seconde case.
Se gli anni sessanta, gli anni del noto boom economico, erano stati caratterizzati da una grande espansione dell'edilizia residenziale, tanto che il decennio dal 1962 al 1971 è secondo l'Istat quello più produttivo (con circa 3.350.000 unità costruite), ben poca parte di queste era espressamente destinata alle seconde case, anche perché l'edificazione era praticamente gestita da aziende medio-grandi del settore e anche nelle località turistiche furono preferite formule condominiali di tipo urbano, soluzioni che per quelle aziende rappresentavano risparmi sui costi progettuali e organizzativi a fronte del minor valore del realizzato (contro costi generali non granché dissimili), oltre che costituire garanzia che nel caso non avessero incontrato successo come seconde case, avrebbero potuto sempre richiamare i residenti per la loro abitazione principale. Nonostante le seconde case costituissero una piccola parte del costruito, per numeri così elevati si trattava comunque di un intervento di gigantesche proporzioni.
Nacque pertanto la corsa alla seconda casa, e anche quest'ultima divenne un'esigenza abitativa da soddisfare secondo le regole edilizie o secondo l'urgenza della proprietà.

### Il caos urbanistico ed edilizio
Negli anni settanta, caratterizzati da una crisi economica di particolare gravità che produsse tassi di inflazione superiori al 20% (tali quindi da far registrare sensibili alterazioni dei valori di mercato e del potere d'acquisto anche da un mese all'altro), non furono più fattori culturali e di moda a far crescere la domanda di seconde case, ma la stretta emergenza di "mettere al sicuro" i risparmi delle famiglie, inquietantemente minacciati di galoppante perdita di valore. In una simile generalizzata angoscia, fu la gravissima incertezza sui destini economici venturi a orchestrare una collettiva corsa al mattone che saltava a pié pari qualsiasi precedente remora di legalità, in favore di una percezione di urgenza che sopraffaceva il timore della legge.
In questo decennio furono perciò in breve tempo edificate un numero ingente di seconde case, ricorrendo senza gran timore, laddove legnosità di burocrazia e altre limitazioni potessero apparire come ostacoli alla pronta realizzazione, all'abusivismo. Il costruire il più in fretta possibile quanti più metri quadri possibili costituiva una risposta istintiva alla caduta verticale del potere d'acquisto, e profittava di una sostanziale staticità dei prezzi del mercato delle prestazioni e dei materiali per l'edilizia. Anzi, questo specifico segmento si trovava in sofferenza proprio a causa della crisi e accolse perciò a braccia aperte le folle di piccoli investitori e di aspiranti lavoranti che la nuova congiuntura andava richiamando.
Abusivamente quindi, senza cioè licenze o concessioni edilizie, o quantomeno in difformità da queste (principalmente per quanto atteneva ai volumi), un numero elevatissimo di famiglie (vi sono stati tentativi di stimarne la quota percentuale rispetto al numero di famiglie italiane, ma con modi ed esiti di insufficiente scientificità, data anche l'articolazione modale dei possibili casi di abuso) realizzò per costruzione un numero impressionante di nuove unità immobiliari da adibire a residenza principale o, assai più spesso, da tenere disponibili.
L'abuso non fu più prerogativa di necessità dei ceti deboli, ma estese il carattere di stringente esigenza anche al ceto medio, che peraltro poteva disporre di capitali relativamente più cospicui e conseguentemente realizzare maggiori volumi.
Il fenomeno, di cui tuttora il tessuto edilizio paga lo scotto soprattutto in ordine alle pianificazioni e alla odierna equitativa assegnazione dei volumi edificabili, fu perciò di grande rilevanza sociale ed ebbe per elemento caratterizzante la seconda casa in quanto fu su questa che il ceto medio andò a focalizzarsi, sia perché al tempo già una buona parte delle famiglie possedeva in proprietà l'abitazione principale (in percentuali superiori al resto d'Europa, già prossime al 70% dei nuclei familiari italiani), sia perché le liquidità mediamente disponibili non avrebbero consentito di investire in centri urbani (i cui valori erano già di molto superiori a quelli extraurbani).
A concorrere, va notato che, ad esempio per le superfici costiere, i valori delle aree già edificabili si rivelavano irrisori rispetto al costo di costruzione, mentre gli effetti delle politiche economiche in tema di agricoltura e allevamento avevano fatto crollare i valori delle aree agricole, che si potevano ora acquistare per cifre modeste e, stante la generale irrisione delle pur previste regolamentazioni e complice l'assenza di vigilanza da legge, subito destinate a costruzione. In pratica, acquisito un terreno di qualsiasi genere (spesso con titoli giuridici imperfetti quando non proprio approssimativi), purché idoneo al sedime, si potevano immediatamente aprire i cantieri; il tutto con relativamente pochi soldi.
I riflessi sull'economia attinsero non solo la componente dell'edilizia, che in anni di crisi vide crescere la domanda di servizi (molti dei quali peraltro in evasione fiscale, agevolata dall'irregolarità di fondo del tipo di domanda) e consentì a molti disoccupati di trovare (spesso in nero) opportunità di lavoro. Proprio quest'ultimo aspetto, un'insperata opportunità di respiro per molti disagiati, fu alla base di una generalizzata tendenza a osservare benevolmente il fenomeno, a osservare senza vedere l'evidente fermento e la rapida trasformazione del territorio.
Proprio le seconde case ebbero il più grave impatto sul territorio, sorgendo senza ordine, senza programmazione e senza coerenza, nelle località paesaggisticamente più apprezzate.
È stato da molte parti asserito che il famoso condono edilizio di cui alla legge 47/85 (confluito in gran parte nel D.P.R n. 380/2001, Testo Unico dell'Edilizia, e tuttora strumento di riferimento anche per l'edilizia regolare) principalmente si debba alla quota di abitazioni aggiuntive realizzate, e non tanto alla realizzazione di prime case. Naturalmente non furono solo i privati piccoli risparmiatori ad effettuare di simili realizzazioni, ma vi furono anche (sebbene in quota presumibilmente marginale) soggetti economici e aziende che profittarono della situazione realizzando seconde case da rivendere con maggiori o minori problemi di regolarità amministrativa e giuridica.
L'abusivismo delle seconde case, con il suo impatto sul territorio, fu in seguito ragione determinante per lo sviluppo in Italia di tematiche ambientalistiche e paesaggistiche. Il disordine e l'individuale improvvisazione con cui erano state realizzate, infatti, avevano deturpato il territorio con segni indelebili (molte peraltro erano state realizzate su terreni di proprietà del demanio), "impossessandosi" di territori di grande valore naturalistico e influendo pertanto in modo irrimediabile sul preesistente ecosistema. L'esigenza di salvaguardia del paesaggio divenne perciò di massima urgenza e l'evidenziazione giornalistica di numerosi casi-limite (più tardi denominati "ecomostri"), insieme alla fredda registrazione numerica della vertiginosa crescita dei volumi, concorse all'affermazione di principi di tutela che in altri paesi andavano sviluppandosi per ragioni di altro genere e che anche in Italia erano già giunti, ma che solo l'abuso delle seconde case avrebbe fatto decollare verso l'attenzione nazionale.

### Abusivismo e dissesto idrogeologico
Uno degli aspetti oggi di maggior rilevanza nell'analisi del fenomeno abusivistico, è la rischiosità della violazione di norme e disposizioni legate alla sicurezza. Fra queste, diverse norme vietano l'edificazione su suoli che non consentano un accettabile grado di sicurezza statica dell'eventuale edificato. È il caso ad esempio di aree soprastanti falde acquifere superficiali, zone franose o a rischio di smottamento, zone a elevato rischio sismico.
L'abusivismo perpetrato su suoli non idonei alla fabbricazione non è pertanto solo la citata "scorciatoia procedurale" verso la realizzazione di un immobile, ma anche - come diversi casi della cronaca hanno mostrato - l'accensione di una fonte di grave pericolo.

### Abusivismo e criminalità organizzata
Da più parti, ma segnatamente da parte delle organizzazioni ambientaliste, si segnala una supposta coincidenza fra i territori maggiormente abusati dall'edilizia e quelli in cui è più marcata la presenza della criminalità organizzata. Si sostiene, in pratica, che laddove il potere di fatto delle organizzazioni malavitose sia maggiormente acuto, si registri anche un'elevata incidenza del fenomeno abusivistico.
Collusioni fra le mafie e il potere politico locale, legami omertosi e di favoreggiamento nell'omissione dei previsti atti di controllo, infiltrazioni criminali nella catena economica legata al mattone (dalla fabbricazione e distribuzione dei materiali alla realizzazione esecutiva, spesso soggetta a condizionamenti illeciti), porterebbero non solo - secondo chi sostiene questa tesi - all'omesso controllo e alla omessa repressione degli illeciti, ma addirittura all'interesse perverso a che questi illeciti siano realizzati, poiché l'incremento di abusi cagionerebbe incremento di potere e di lucri da parte dei criminali.

## La legge n. 47 del 1985
Con l'emanazione della legge n. 47/1985, si consentì per la prima volta in forma organica di regolarizzare le posizioni degli abusivi e dei rispettivi fabbricati.
Da un punto di vista tecnico, laddove ciò non fosse escluso dai limiti previsti, l'autodenuncia del compiuto abuso avrebbe potuto, a condizione del versamento di una oblazione e di una coerente relazione tecnica che asseverasse la bontà realizzativa dell'opera, condurre a regolarizzazione amministrativa e penale il fabbricato interessato. Da un punto di vista politico invece, la legge prendeva finalmente atto della diffusione del fenomeno e, contemporaneamente alla previsione della sanatoria per alcune fattispecie di abuso, provvedeva a definire una regolamentazione dettagliata e teoricamente incisiva delle attività di fabbrica.
Entrarono con questa legge in piena efficienza concetti giuridici sino ad allora enunciati principalmente in via teorica, come ad esempio il rigoroso rispetto dei vincoli (oltre al riordino degli stessi e alla loro categorizzazione). Le strette limitazioni imposte all'uso effettivo dei beni coinvolti (divieto di forniture di servizi, divieto di recepimento di eventuali atti di disposizione dei beni, divieto di lottizzazione, ecc.) avrebbero dovuto costituire imponenti deterrenti per il successivo riaffacciarsi del fenomeno.
Il provvedimento, discusso allora come oggi, inaugurò peraltro la serie dei "condoni", con i quali la sottoposizione dei provvedimenti di sanatoria all'esborso di somme di qualche relativa importanza in proporzione dell'abuso commesso, si ebbe un insperato incremento delle entrate dello stato. Fra le tematiche critiche si annovera infatti principalmente il supposto "mercimonio" del perdono statale (una simonia, fu addirittura definita giornalisticamente ai tempi), che veniva "venduto" senza grande interesse per il danno arrecato al territorio.
Da altri è stata invece considerata una legge che finalmente riordinava il settore e che avrebbe sconfitto questa piaga. Tuttavia, è stato stimato che dopo il condono dell'85 siano state costruite in Italia circa 570.000 nuove abitazioni abusive.

### Competenza a eseguire le demolizioni
Sul fenomeno dell'illegalità edilizia in Italia pesa anche una particolare anomalia del sistema giuridico italiano: il fatto, cioè, che l'applicazione di sentenze che decretino la demolizione di edifici abusivi, o parti di essi, sia l'unico processo esecutivo non affidato al giudice dell'esecuzione, ma sia invece di competenza del sindaco del comune, spesso legato da rapporti di conoscenza con i destinatari dell'esecuzione. Questa anomalia giuridica produce effetti nefasti sull'effettiva esecuzione delle sentenze e sull'effetto deterrente della sanzione giuridica: è noto, infatti, che la demolizione di edificazioni abusive avviene soltanto per una trascurabile percentuale del totale di quelle disposte. In alcuni contesti locali si arriva perfino al paradosso che le poche gare di appalto bandite per demolizioni da eseguire vadano deserte quando gli immobili appartengono a un privato: le aziende, infatti, non presentano offerte per timore di ritorsioni.

### Abusivismo in Sicilia
In Sicilia la normativa sull'abusivismo edilizio fa capo alla legge regionale 37/1985. Essa include un ampio condono edilizio degli abusi pregressi, e stabilisce una rigida normativa per l'avvenire, con una rapidissima notifica, il lancio del bando di gara per la demolizione e il seguente abbattimento dell'edificio abusivo. Tale procedura è rimasta tuttavia più che altro sulla carta. Si segnala infatti come le aziende edilizie siciliane, laddove l'immobile edilizio da abbattere è di un privato, hanno il costume di non partecipare ai bandi, lasciando deserte le gare. Sono 1.191 le richieste di demolizione nel solo comune di Messina dal 2007 al 2009, di cui nessuna ha avuto luogo.